# Chimarra valoma
Chimarra valoma är en nattsländeart som beskrevs av Malicky 1994. Chimarra valoma ingår i släktet Chimarra och familjen stengömmenattsländor. Inga underarter finns listade i Catalogue of Life.